# 전자 문서

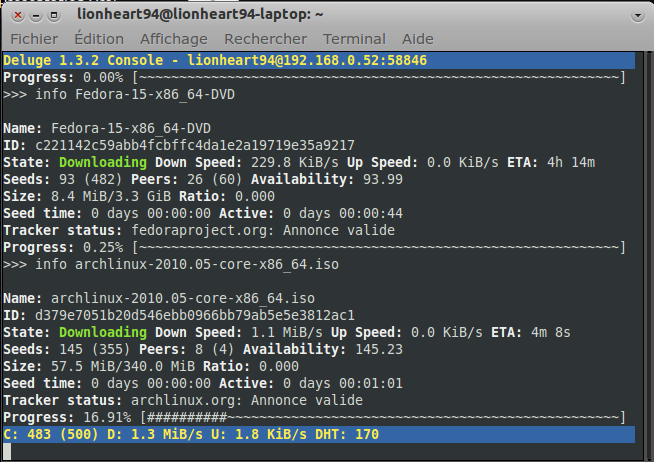

전자문서(영어: Electronic document)란 컴퓨터 등 정보처리능력을 가진 장치에 의하여 전자적인 형태(electronic form)로 작성되어 송수신되거나 저장된 문서형식의 자료로서 표준화된 것을 말한다.(정보통신망 이용촉진 및 정보보호 등에 관한 법률 제2조 제5호) 이와 비슷한 규정으로, 전자거래기본법에 따르면, "전자문서"라 함은 정보처리시스템에 의하여 전자적 형태로 작성, 송신ㆍ수신 또는 저장된 정보를 말한다(전자거래기본법 제2조 제1호). 한편, 전자서명법에도 유사하게, "전자문서"라 함은 정보처리시스템에 의하여 전자적 형태로 작성되어 송신 또는 수신되거나 저장된 정보를 말한다고 규정한다.(전자서명법 제2조 1호)
서명이나 낙인의 경우 전자서명으로 대체한다. 수신자의 컴퓨터에 파일로 등록된 때부터 효력이 발생한다.

## 전자거래기본법 상 전자문서
전자문서는 다른 법률에 특별한 규정이 있는 경우를 제외하고는 전자적 형태로 되어 있다는 이유로 문서로서의 효력이 부인되지 아니한다.(제4조 제1항) 별표에서 정하고 있는 법률의 규정에 의한 기록ㆍ보고ㆍ보관ㆍ비치 또는 작성 등의 행위가 전자문서로 행하여진 경우 당해 법률에 의한 행위가 이루어진 것으로 본다.(제4조 제2항) 이 별표에는 "「건강기능식품에 관한 법률」 제21조제1항의 규정에 의한 검사기록의 보존" 등 64개의 항목이 규정되어 있다. 이법으로 전자문서의 신뢰성을 높이기 위해 전자문서 유통증명서, 공인전자문서센터 등의 제도를 규정 및 시행하고 있다.

## 같이 보기
- 전자종이
- 전자책
- EPUB